# Parco Luigi Zanzi
Il parco Luigi Zanzi è un parco urbano di Varese, situato nel quartiere Schiranna, in riva al lago di Varese.

## Storia
Il parco è nato negli anni sessanta per opera dell'Azienda autonoma di soggiorno di Varese, il cui presidente era Luigi Zanzi. Proprio per volere di quest'ultimo, il parco viene creato bonificando l'area. Il suo successore, Giulio Nidoli, lo ha quindi potenziato e migliorato negli anni settanta, anni in cui viene acquistato dal Comune di Varese.
Nei pressi del parco c'è la sede dei canottieri di Varese.
Nel 2012 ha ospitato i campionati europei di canottaggio e nel 2014 ha ospitato i campionati mondiali di canottaggio under 23.